# Elapide
Elapidele (Elapidae) sunt o familie de șerpi care fac parte din ordinul Squamata, subordinul Serpentes (șerpi), mai fiind cunoscute şi sub denumirea populară de "Cobra". Familia cuprinde ca. 250 de specii, care sunt la fel ca și familia Viperidae (viperelor), o famile de șerpi veninoși. Veninul lor este compus dintr-o neurotoxină cu acțiune puternică, ca în cazul taipanului, șerpilor mamba, sau din genurile Notechis și Pseudonaja.

## Caractere morfologice
Șerpii din această familie, colții au un canal cu venin, diferit de vipere, cea ce permite unor specii africane (Hemachatus haemachatus) să proiecteze veninul la câțiva metri. Unele specii s-au adaptat la viața marină.

## Areal de răspândire
Șerpii sunt răspândiți în regiunile calde tropicale și subtropicale din bazinul Oceanului Indian și Oceanului Pacific, nu se pot întâlni în regiunea arctică sau Europa. În Australia, trăiesc cele mai multe specii din această familie.

## Sistematică
Familia Elapidae cuprinde:
- Subfamilia Elapinae
  - Tribus Calliophini 
    - genul Calliophis
    - genul Micruroides
    - genul Micrurus
    - genul Hinomicrurus

  - Tribus Hemibungarini 
    - genul Aspidelaps
    - genul Boulengerina
    - genul Bungarus
    - genul Dendroaspis
    - genul Elapsoidea
    - genul Hemachatus
    - genul Hemibungarus
    - genul Maticora
    - genul Naja
    - genul Ophiophagus
    - genul Paranaja
    - genul Pseudohaje
    - genul Walterinnesia
- Subfamilia Hydrophiinae 
  -     - genul Acanthophis
    - genul Aspidomorphus
    - genul Austrelaps
    - genul Cacophis
    - genul Demansia
    - genul Denisonia
    - genul Drysdalia
    - genul Echiopsis
    - genul Elapognathus
    - genul Furina
    - genul Hemiaspis
    - genul Homoroselaps
    - genul Hoplocephalus
- Subfamilia Hydrophiinae
  -     - genul Loveridgelaps
    - genul Micropechis
    - genul Notechis
    - genul Ogmodon
    - genul Oxyuranus
    - genul Pseudechis
    - genul Pseudonaja
    - genul Rhinoplocephalus
    - genul Salomonelaps
    - genul Simoselaps
    - genul Suta
    - genul Toxicocalamus
    - genul Tropidechis
    - genul Vermicella

  - Șerpi de mare
    - genul Acalyptophis
    - genul Aipysurus
    - genul Astrotia
    - genul Disteira
    - genul Emydocephalus
    - genul Enhydrina
    - genul Ephalophis
    - genul Hydrelaps
    - genul Hydrophis
    - genul Kerilia
    - genul Kolpophis
    - genul Lapemis
    - genul Parahydrophis
    - genul Parapistocalamus
    - genul Pelamis
    - genul Thalassophina
    - genul Thalassophis
- Subfamilia Laticaudainae

- genul Laticauda
- genul Pseudolaticauda

## Literatură
- Roland Bauchot (Hrsg.): Schlangen. Bechtermünz Verlag, Augsburg 1998. ISBN 3-8289-1501-9
- Storr, G. M., L. A. Smith und R. E. Johnstone: Snakes of Western Australia. Perth, 1986: S. 55, ISBN 0-7309-0399-0
- Chris Mattison: Enzyklopädie der Schlangen. BLV Verlagsgesellschaft mbH, 2007, ISBN 978-3-8354-0360-4